# Pàtria potestat
La pàtria potestat és el conjunt de drets que la llei reconeix als pares sobre les persones i béns dels seus fills mentre aquests són menors d'edat o estan incapacitats, amb l'objectiu de permetre el compliment a aquells dels deures que tenen de sosteniment i educació d'aquests.
La reducció del poder dels pares ve establerta per les legislacions, car la funció de la pàtria potestat té com límit l'interès superior dels fills i el seu benefici, quedant en mans dels poders públics la possibilitat que, vetllant pels interessos del menor, privin de la pàtria potestat als progenitors.

## Història
A l'origen en el Dret romà (en llatí, Patria poestas), existia un poder absolut i indefinit del pare exclusivament (pater familias) sobre els fills. Posteriorment la legislació va anar endolcint-se fins a arribar als nostres dies.

## Exercici
L'exercici de la pàtria potestat es realitza per ambdós progenitors en cas d'ambdós hagin signat la partida de naixença, cas contrari, l'exerceix només qui hagi inscrit el naixement del menor davant el registre oficial. En cas de separació o divorci, la legislació preveu diferents sistemes segons el país: 
- En uns casos la pàtria potestat és compartida per ambdós, encara que la custòdia física del menor romangui en un dels pares.
- En altres casos s'atribuïx a un d'ells la pàtria potestat i a l'altre una restringida capacitat que determina el jutge.

La pàtria potestat inclou la representació legal dels fills i l'administració dels seus béns, així com la responsabilitat pels actes dels menors, ja que aquests no tenen drets propis, des d'un punt de vista jurídic (Alieni iuris).

## Extinció
L'extinció de la pàtria potestat es produïx:
- Per defunció dels titulars o del menor.
- Per emancipació del fill o filla. L'emancipació al seu torn pot ser: 
  - Legal o automàtica, pel compliment de la majoria d'edat.
  - Judicial o anticipada, mitjançant resolució judicial i complint-se certs requisits legals.
- Per la seva adopció.
- Per resolució judicial.